# Chrysoprasis imitatrix
Chrysoprasis imitatrix – gatunek chrząszcza z rodziny kózkowatych i podrodziny kózkowych.
Gatunek ten został opisany w 2014 roku przez Marię Helenę Galileo i współpracowników, którzy jako miejsce typowe wskazali Caranavi.
Kózka o ciele długości 12,7 mm, ubarwionym metalicznie zielono z fioletowymi: częścią trzonka czułka, częściami zaustka i węższymi częściami ud, złotozielonymi zgrubieniami ud tylnych, rudobrązowymi urosternitami i ciemnobrązowymi z fioletowym połyskiem: goleniami, stopami i resztą czułków. Czoło, ciemię i guzki czułkowe grubo i zlewająco się punktowane. Na policzkach punkty jeszcze grubsze niż na czole, a w części wierzchołkowej istnieje obszar niepunktowany. Gulamentum z grubym rowkowaniem i punktowaniem w części doszczękowej oraz tylko poprzecznymi rowkami w części przeciwnej. Delikatne, gęste, rowkowate punktowanie obecne na przedpiersie i śródpiersiu, a gęste i umiarkowanie delikatne na przedpleczu. Punktowanie zapiersia gęste i obfite. Grube i obfite punkty na pokrywach wyposażone w krótkie, ciemne szczecinki.
Chrząszcz znany wyłącznie z Boliwii.